# Прокопио Кардозо Нето
Прокопио Кардозо Нето (Салинас (Бразилия), 21 марта 1939) — бразильский футболист и тренер. Выступал на позиции защитника.

## Биография
Начав карьеру в «Ренашенсе», Прокопио был продан в «Крузейро» в 1959 году. В своей новой команде он выиграл чемпионат штата три раза подряд: в 1959, 1960 и 1961 годах. Он отправился в «Сан-Паулу» в 1961 году, играл за «Флуминенсе» в 1963 и 1965 году, став чемпионом Рио-де-Жанейро, но вернулся в «Крузейро» в 1966 году и снова в первый же год стал чемпионом штата в составе команды.
В игре против «Сантоса» за серебряный кубок в 1968 году, его травмировал Пеле, порвав ему коленное сухожилие. Повреждение произошло как раз, когда Прокопио был на пике своей карьеры. Затем он не выходил на поле пять лет, тренировав в это время молодёжный состав клуба.
В 1973 году Прокопио вернулся в футбол и снова помог команде стать чемпионом штата в 1973 и 1974 годах.
Он также играл за «Атлетико Минейро», но только два сезона, однако именно эти два сезона были чемпионскими (1962, 1963). Стоит  добавить, что он был успешным тренером, «Атлетико Минейро» под его руководством пять раз становился чемпионом штата, доходил до полуфинала Кубка Либертадорес 1981 и выиграл Кубок КОНМЕБОЛ 1992 года.